# Pomniki przyrody w Sosnowcu

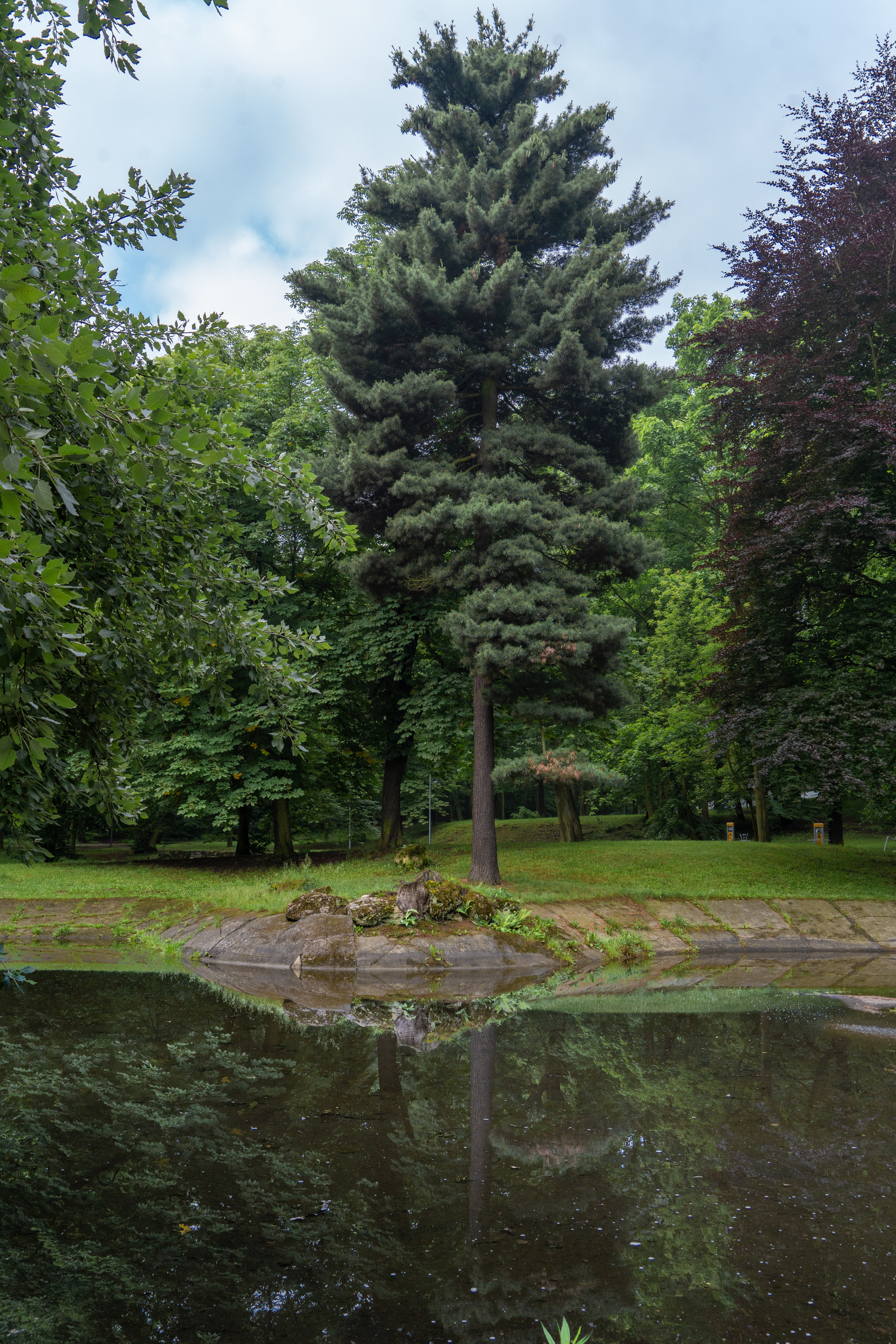
Sosna rumelijska „Bursztynowa Dama” — jedyna sosna na liście drzew pomnikowych w Sosnowcu.

Na terenie Sosnowca w 2012 roku zarejestrowanych było 70 drzew, które posiadają status pomników przyrody. W 2019 roku liczba ta zmalała do 66 okazów. Natomiast w szczytowym momencie zarejestrowane w 2001 roku były to 72 pozycje.
Kryterium określające kwalifikację drzewa jako pomnik przyrody jest obwód pnia na wysokości 1,3 m od ziemi. Kilka drzew nie spełniających wymogów stawianych pomnikom przyrody zostało włączonych w tę listę uchwałą Rady Miejskiej ze względu na ich unikatowy charakter.
Wśród obiektów wpisanych na listę znajdują się m.in.:
- 2 okazy przy ul. Dąbrowskiej w Porąbce: wiąz szypułkowy i jesion wyniosły;
- 7 okazów w Ostrowach Górniczych m.in.: dęby szypułkowe, lipy drobnolistne;
- 2 okazy w Parku im. Wandy Malczewskiej w dzielnicy Klimontów;
- 13 okazów w Parku Dietla;
- 1 okaz w pobliżu cerkwi prawosławnej w Starym Sosnowcu.

Liczne okazy możemy znaleźć na zabytkowych cmentarzach, w okolicach starych osiedli czy w sąsiedztwie Bulwarów Czarnej Przemszy.

## Drzewo Roku
Dwa drzewa z gatunku buk zwyczajny w odmianie pendula, nazywane Smutni Bracia, o wieku szacowanym na 186-195 lat, które mają po 15 metrów wysokości i obwodach 206 i 216 cm w 2020 roku w konkursie Klubu Gaja organizowanym pod nazwą Drzewo Roku zajęły 3 miejsce z ilością 4043 głosów.  Nazwa drzew pochodzi od lokalizacji w pobliżu ulicy Smutnej oraz zbliżonego obwodu drzew co sugeruje ich bratni charakter. Drzewa znajdują się na cmentarzu przy ulicy Smutnej w Sosnowcu. 
W 2024 do finału konkursu zakwalifikowana została rosnąca nad oczkiem wodnym w Parku Dietla sosna rumelijska o nazwie Bursztynowa Dama. Jest to jedyna sosna i jedyne drzewo iglaste będące drzewem pomnikowym w Sosnowcu.

## Lista drzew pomnikowych
| Lp | Gatunek/nazwa (zgodnie z aktem prawnym)                 | Data ustanowienia | Nr uchwały Rady Miejskiej w Sosnowcu i data | Opis | Obwód [cm]                       | Wysokość [m] | Lokalizacja | Właściciel gruntu                                                                    | Zdjęcie                                                 |
| -- | ------------------------------------------------------- | ----------------- | ------------------------------------------- | --- | -------------------------------- | ------------ | --- | ------------------------------------------------------------------------------------ | ------------------------------------------------------- |
| 1  | Wierzba biała (Salix alba)                              | 24 maja 2001      | 634/XXXII/01 24 maja 2001                   | | 182+319                          | 19           | Park im. Wandy Malczewskiej – zachodnie obrzeże przy ul. Braci Gierymskich; Kazimierz – działka: 469/50 50°16′26″N 19°11′38″E/50,273889 19,193889                                                          | Gmia Sosnowiec – Bz                                                                  |                                                         |
| 2  | Grab pospolity (Carpinus betulus)                       | 24 maja 2001      | 634/XXXII/01 24 maja 2001                   | | 250                              | 20           | Park im. Wandy Malczewskiej – południowo-wschodni skraj w pobliżu ulicy Kraszewskiego; Klimontów – działka: 469/30 50°16′25″N 19°11′47″E/50,273611 19,196389                                               | Gmia Sosnowiec – Bz                                                                  |                                                         |
| 3  | Orzech czarny (Juglans nigra)                           | 24 maja 2001      | 634/XXXII/01 24 maja 2001                   | | 182                              | 22           | Ogród przy Cerkwi Prawosławnej – przy alei prowadzącej do wejścia frontowego; ul. Kilińskiego – działka: 1200 50°16′50″N 19°07′39″E/50,280556 19,127500                                                    | Parafia cerkwi prawosławnej w Starym Sosnowcu – B, Bi                                |                                                         |
| 4  | Tulipanowiec amerykański (Liriodendron tulipifera)      | 24 maja 2001      | 634/XXXII/01 24 maja 2001                   | | 220                              | 21           | Skwer przy ul. Ogrodowej i Dworcowej; Za budynkiem przy ul. Ogrodowa 1; Sosnowiec – działka: 854/15 50°17′31″N 19°14′21″E/50,291944 19,239167                                                              | Skarb Państwa uw KWK Kazimierz Juliusz – B                                           |                                                         |
| 5  | Klon srebrzysty (Acer saccharinum L.)                   | 24 maja 2001      | 634/XXXII/01 24 maja 2001                   | | 376                              | 21           | Hałda KWK Kazimierz w pobliżu torów, stawu i Rowu Mortimerowskiego; Sosnowiec – działka: 854/21 50°17′13″N 19°14′25″E/50,286944 19,240278                                                                  | Skarb Państwa uw KWK Kazimierz Juliusz – Bi                                          |                                                         |
| 6  | Katalpa pośrednia (Catalpa erubescens)                  | 24 maja 2001      | 634/XXXII/01 24 maja 2001 r.                | | 245                              | 11           | W pobliżu budynku Ogrodowa 6-8 Sosnowiec – działka: 854/19 50°17′33″N 19°14′26″E/50,292500 19,240556 | Skarb Państwa uw KWK Kazimierz Juliusz – Bi, dr                                      |                                                         |
| 7  | Klon srebrzysty (Acer saccharinum L.)                   | 24 maja 2001      | 634/XXXII/01 24 maja 2001 r.                | | 230                              | 17           | Park Dietla – obrzeża zachodnie parku w pobliżu pływalni na ul. Stefana Żeromskiego; Sosnowiec – działka: 6885 50°17′09″N 19°08′04″E/50,285833 19,134444                                                   | Gmina Sosnowiec – Bi, Bz                                                             |                                                         |
| 8  | Platan klonolistny (Platanus acerifolia)                | 24 maja 2001      | 634/XXXII/01 24 maja 2001 r.                | | 294                              | 22           | Park Dietla – obrzeża zachodnie parku w pobliżu pływalni przy ul. S. Żeromskiego; Sosnowiec – działka: 6885 50°17′08″N 19°08′03″E/50,285556 19,134167                                                      | Gmina Sosnowiec – Bi, Bz                                                             |                                                         |
| 9  | Platan klonolistny (Platanus acerifolia)                | 24 maja 2001      | 634/XXXII/01 24 maja 2001 r.                | | 245                              | 19           | Park Dietla – obrzeża zachodnie parku w pobliżu pływalni na ul. Stefana Żeromskiego; Sosnowiec – działka: 6885 – 50°17′08″N 19°08′04″E/50,285556 19,134444                                                 | Gmina Sosnowiec – Bi, Bz                                                             |                                                         |
| 10 | Platan klonolistny (Platanus acerifolia)                | 24 maja 2001      | 634/XXXII/01 24 maja 2001 r.                | | 232                              | 21           | Park Dietla – obrzeża zachodnie parku w pobliżu pływalni na ul. Stefana Żeromskiego; Sosnowiec – działka: 6885 50°17′08″N 19°08′04″E/50,285556 19,134444                                                   | Gmina Sosnowiec – Bi, Bz                                                             |                                                         |
| 11 | Platan klonolistny (Platanus acerifolia)                | 24 maja 2001      | 634/XXXII/01 24 maja 2001 r.                | | 205                              | 22           | Park Dietla – obrzeża zachodnie parku w pobliżu pływalni na ul. Stefana Żeromskiego; Sosnowiec – działka: 6885 – 50°17′09″N 19°08′04″E/50,285833 19,134444                                                 | Gmina Sosnowiec – Bi, Bz                                                             |                                                         |
| 12 | Platan klonolistny (Platanus acerifolia)                | 24 maja 2001      | 634/XXXII/01 24 maja 2001 r.                | | 165                              | 21           | Park Dietla – obrzeża zachodnie parku w pobliżu pływalni na ul. Stefana Żeromskiego; Sosnowiec – działka: 6885 – 50°17′09″N 19°08′04″E/50,285833 19,134444                                                 | Gmina Sosnowiec – Bi, Bz                                                             |                                                         |
| 13 | Platan klonolistny (Platanus acerifolia)                | 24 maja 2001      | 634/XXXII/01 24 maja 2001 r.                | | 198                              | 19           | Park Dietla Sosnowiec – działka: 6885 50°17′10″N 19°08′04″E/50,286111 19,134444 | Gmina Sosnowiec – Bi, Bz                                                             |                                                         |
| 14 | Lipa amerykańska (Tillia americana)                     | 24 maja 2001      | 634/XXXII/01 24 maja 2001 r.                | | 298                              | 22           | Park Dietla – obrzeża zachodnie parku w pobliżu pływalni na ul. Stefana Żeromskiego; Sosnowiec – działka: 6885 50°17′10″N 19°08′11″E/50,286111 19,136389                                                   | Gmina Sosnowiec – Bi, Bz                                                             |                                                         |
| 15 | Dąb czerwony (Quercus rubra)                            | 24 maja 2001      | 634/XXXII/01 24 maja 2001 r.                | | 336                              | 24           | Park Dietla – obrzeża zachodnie parku w pobliżu ulicy Stefana Żeromskiego i oczka wodnego; Sosnowiec – działka: 6885 50°17′08″N 19°08′11″E/50,285556 19,136389                                             | Gmina Sosnowiec – Bi, Bz                                                             | Dąb czerwony; Drzewo pomnikowe; Park Dietla w Sosnowcu; |
| 16 | Lipa szerokolistna (Tillia platyphyllos)                | 24 maja 2001      | 634/XXXII/01 24 maja 2001 r.                | | 251+169                          | 25           | Park Dietla Sosnowiec – działka: 6885 50°17′06″N 19°08′11″E/50,285000 19,136389 | Gmina Sosnowiec – Bi, Bz                                                             |                                                         |
| 17 | Dąb wielkoowocowy (Quercus macrocarpa)                  | 24 maja 2001      | 634/XXXII/01 24 maja 2001 r.                | | 234                              | 23           | Park Dietla Sosnowiec – działka: 6885 50°17′06″N 19°08′12″E/50,285000 19,136667 | Gmina Sosnowiec – Bi, Bz                                                             |                                                         |
| 18 | Klon zwyczajny (Acer platanoides)                       | 24 maja 2001      | 634/XXXII/01 24 maja 2001 r.                | | 249                              | 26           | Park Dietla Sosnowiec – działka: 6885 50°17′07″N 19°08′12″E/50,285278 19,136667 | Gmina Sosnowiec – Bi, Bz                                                             |                                                         |
| 19 | Jesion wyniosły (Fraxinus excelsior)                    | 24 maja 2001      | 634/XXXII/01 24 maja 2001 r.                | | 259                              | 28           | Park Dietla Sosnowiec – działka: 6885 50°17′07″N 19°08′12″E/50,285278 19,136667 | Gmina Sosnowiec – Bi, Bz                                                             |                                                         |
| 20 | Klon srebrzysty (Acer saccharinum L.)                   | 24 maja 2001      | 634/XXXII/01 24 maja 2001 r.                | rozgałęziony na siedem pni | 93, 230, 225, 175, 155, 210, 230 | 27           | Park Schöna (Środula) Sosnowiec – działka: 307 50°18′00″N 19°08′37″E/50,300000 19,143611 | Skarb Państwa – Bz                                                                   |                                                         |
| 21 | Topola czarna (Populus nigra)                           | 24 maja 2001      | 634/XXXII/01 24 maja 2001 r.                | | 553                              | 30           | Park Schöna (Środula)Sosnowiec – działka: 307 50°18′00″N 19°08′37″E/50,300000 19,143611 | Skarb Państwa – Bz                                                                   |                                                         |
| 22 | Dąb czerwony (Quercus rubra)                            | 24 maja 2001      | 634/XXXII/01 24 maja 2001 r.                | | 289                              | 25           | Park Schöna (Środula) Sosnowiec – działka: 309 50°17′58″N 19°08′38″E/50,299444 19,143889 | Skarb Państwa – Bz                                                                   |                                                         |
| 23 | Skrzydłorzech kauksaki (Pterocarya fraxinifolia)        | 24 maja 2001      | 634/XXXII/01 24 maja 2001 r.                | drzewo spełnia ogólne wymogi stawiane tego typu pomnikom przyrody ożywionej, pojedyncze drzewo, w dobrym stanie zdrowotnym, gatunek rzadko sadzony w naszych parkach, ciekawy pokrój – wielopniowość – rozgałęzienie na pięć pni | 170, 165, 157, 194, 162          | 25           | Park Schöna (Środula) Sosnowiec – działka: 309 50°17′59″N 19°08′38″E/50,299722 19,143889 | Skarb Państwa – Bz                                                                   |                                                         |
| 24 | Wiąz szypułkowy (Ulmus laevis)                          | 24 maja 2001      | 634/XXXII/01 24 maja 2001 r.                | drzewo spełnia ogólne wymogi stawiane tego typu pomnikom przyrody ożywionej, pojedyncze drzewo, w dobrym stanie zdrowotnym, w związku z obserwowanym na szeroką skalę zamieranie wiązów (holenderska choroba wiązów) opisywany okaz należy do cenniejszych w drzewostanie parku | 290                              | 23           | Park Schöna (Środula) Sosnowiec – działka: 309 50°18′01″N 19°08′29″E/50,300278 19,141389 | Skarb Państwa – Bz                                                                   |                                                         |
| 25 | Klon zwyczajny (Acer platanoides)                       | 24 maja 2001      | 634/XXXII/01 24 maja 2001 r.                | drzewo spełnia ogólne wymogi stawiane tego typu pomnikom przyrody ożywionej, pojedyncze drzewo, w dobrym stanie zdrowotnym | 270                              | 25           | Park Schöna (Środula) Sosnowiec – działka: 309 50°17′59″N 19°08′30″E/50,299722 19,141667 | Skarb Państwa – Bz                                                                   |                                                         |
| 26 | Orzech czarny (Juglans nigra)                           | 24 maja 2001      | 634/XXXII/01 24 maja 2001 r.                | drzewo spełnia ogólne wymogi stawiane tego typu pomnikom przyrody ożywionej, pojedyncze drzewo, w dobrym stanie zdrowotnym, rzadko spotykane są w naszych parkach okazy osiągające rozmiary opisywanego obiektu | 194                              | 22           | Park Schöna (Środula) Sosnowiec – działka: 714 50°17′56″N 19°08′29″E/50,298889 19,141389 | Skarb Państwa – Bz                                                                   |                                                         |
| 27 | Wiąz szypułkowy (Ulmus laevis Pall.),                   | 30 marca 2006     | 892/L/06 30 marca 2006 r.                   | drzewo spełnia ogólne wymogi stawiane tego typu pomnikom przyrody ożywionej, posiada rozmiary drzew pomnikowych i naturalny pokrój, w dobrym stanie zdrowotnym i bez zabiegów konserwatorskich może być ozdobą przyrody miasta, stanowi rzadki już okaz wiązu szypułkowego na terenach miejskich o zachowanym, zbliżonym do naturalnego, pokroju                                                                                                  | 375                              | 25           | Porąbka, ul. Wiejska w pobliżu skrzyżowania z ul. T. Boya-Żeleńskiego Sosnowiec – działka: 2352 50°16′53″N 19°13′23″E/50,281389 19,223056                                                                  | Skarb Państwa – Urząd Miejski w Sosnowcu – B, N                                      |                                                         |
| 28 | Skrzydłorzech kauksaki (Pterocarya fraxinifolia Spach.) | 24 maja 2001      | 634/XXXII/01 24 maja 2001 r.                | drzewo spełnia ogólne wymogi stawiane tego typu pomnikom przyrody ożywionej, pojedyncze drzewo, w dobrym stanie zdrowotnym, gatunek rzadko sadzony w naszych parkach, ciekawy pokrój – wielopniowość – rozgałęzienie na pięć pni | 188, 180, 158, 153, 130          | 21           | Park Schöna (Środula) Sosnowiec – działka: 309 50°17′57″N 19°08′30″E/50,299167 19,141667 | Skarb Państwa – Bz                                                                   |                                                         |
| 29 | Tulipanowiec amerykański (Liriodendron tulipifera)      | 24 maja 2001      | 634/XXXII/01 24 maja 2001 r.                | drzewo spełnia ogólne wymogi stawiane tego typu pomnikom przyrody ożywionej, pojedyncze drzewo, w dobrym stanie zdrowotnym, obficie kwitnie i owocuje, co podnosi jego walory dekoracyjne, stanowi jeden z cenniejszych elementów drzewostanu parku | 227                              | 27           | Park Schöna (Środula) Sosnowiec – działka: 309 50°17′58″N 19°08′33″E/50,299444 19,142500 | Skarb Państwa – Bz                                                                   |                                                         |
| 30 | Klon zwyczajny (Acer platanoides)                       | 24 maja 2001      | 634/XXXII/01 24 maja 2001 r.                | drzewo spełnia ogólne wymogi stawiane tego typu pomnikom przyrody ożywionej, pojedyncze drzewo, w dobrym stanie zdrowotnym | 280                              | 27           | Park Schöna (Środula) Sosnowiec – działka: 309 50°17′58″N 19°08′33″E/50,299444 19,142500 | Skarb Państwa – Bz                                                                   |                                                         |
| 31 | Klon jawor (Acer pseudoplatanus)                        | 24 maja 2001      | 634/XXXII/01 24 maja 2001 r.                | drzewo spełnia ogólne wymogi stawiane pomnikom przyrody ożywionej, pojedyncze drzewo, w dobrym stanie zdrowotnym, ważny element cennej lokalnej enklawy zieleni | 260                              | 18           | Cmentarz przy ul. 11-go Listopada; Sielec; oś. Kukułek Sosnowiec – działka: 3822 50°16′49″N 19°10′30″E/50,280278 19,175000                                                                                 | Parafia Rzymsko-Katolicka PW Niepokalanego Poczęcia Najświętszej Marii Panny – Bi    |                                                         |
| 32 | Klon zwyczajny (Acer platanoides)                       | 24 maja 2001      | 634/XXXII/01 24 maja 2001 r.                | drzewo spełnia ogólne wymogi stawiane tego typu pomnikom przyrody ożywionej, pojedyncze drzewo, w dobrym stanie zdrowotnym, stanowi ważny element cennej lokalnej enklawy zieleni | 278                              | 19           | Cmentarz przy ul. 11-go Listopada; Sielec; oś. Kukułek Sosnowiec – działka: 3825 50°16′51″N 19°10′31″E/50,280833 19,175278                                                                                 | Parafia Rzymsko-Katolicka Niepokalanego Poczęcia Najświętszej Marii Panny – Bi       |                                                         |
| 33 | Głóg pośredni (Crataegus x media)                       | 24 maja 2001      | 634/XXXII/01 24 maja 2001 r.                | drzewo spełnia ogólne wymogi stawiane tego typu pomnikom przyrody ożywionej, pojedyncze drzewo, w dobrym stanie zdrowotnym, stanowi ważny element cennej lokalnej enklawy zieleni | 140                              | 10           | Cmentarz przy ul. 11-go Listopada; Sielec; oś. Kukułek Sosnowiec – działka: 3825 50°16′53″N 19°10′32″E/50,281389 19,175556                                                                                 | Parafia Rzymsko-Katolicka Niepokalanego Poczęcia Najświętszej Marii Panny – Bi       |                                                         |
| 34 | Klon zwyczajny (Acer platanoides)                       | 24 maja 2001      | 634/XXXII/01 24 maja 2001 r.                | drzewo spełnia ogólne wymogi stawiane tego typu pomnikom przyrody ożywionej, pojedyncze drzewo, w dobrym stanie zdrowotnym, stanowi ważny element cennej lokalnej enklawy zieleni | 233                              | 20           | Cmentarz przy ul. 11-go Listopada; Sielec; oś. Kukułek Sosnowiec – działka: 3825 50°16′52″N 19°10′31″E/50,281111 19,175278                                                                                 | Parafia Rzymsko-Katolicka Niepokalanego Poczęcia Najświętszej Marii Panny – Bi       |                                                         |
| 35 | Klon jawor (Acer pseudoplatanus)                        | 24 maja 2001      | 634/XXXII/01 24 maja 2001 r.                | drzewo spełnia ogólne wymogi stawiane pomnikom przyrody ożywionej, pojedyncze drzewo, w dobrym stanie zdrowotnym, ważny element cennej lokalnej enklawy zieleni | 278                              | 24           | Cmentarz przy ul. 11-go Listopada; Sielec; oś. Kukułek Sosnowiec – działka: 3825 50°16′51″N 19°10′25″E/50,280833 19,173611                                                                                 | Parafia Rzymsko-Katolicka Niepokalanego Poczęcia Najświętszej Marii Panny – Bi       |                                                         |
| 36 | Brzoza brodawkowata (Betula pendula)                    | 24 maja 2001      | 634/XXXII/01 24 maja 2001 r.                | drzewo spełnia ogólne wymogi stawiane tego typu pomnikom przyrody ożywionej, pojedyncze drzewo, w dobrym stanie zdrowotnym, stanowi ważny element cennej lokalnej enklawy zieleni | 232                              | 21           | Cmentarz przy ul. 11-go Listopada; Sielec; oś. Kukułek – działka: 3825 50°16′51″N 19°10′21″E/50,280833 19,172500                                                                                           | Parafia Rzymsko-Katolicka Niepokalanego Poczęcia Najświętszej Marii Panny – Bi       |                                                         |
| 37 | Klon zwyczajny (Acer platanoides)                       | 24 maja 2001      | 634/XXXII/01 24 maja 2001 r.                | drzewo spełnia ogólne wymogi stawiane tego typu pomnikom przyrody ożywionej, pojedyncze drzewo, w dobrym stanie zdrowotnym, stanowi ważny element cennej lokalnej enklawy zieleni | 250                              | 21           | Cmentarz przy ul. 11-go Listopada; Sielec; oś. Kukułek – działka: 3825 50°16′53″N 19°10′24″E/50,281389 19,173333                                                                                           | Parafia Rzymsko-Katolicka Niepokalanego Poczęcia Najświętszej Marii Panny – Bi       |                                                         |
| 38 | Topola późna (Populus x canadensis "Serotina")          | 24 maja 2001      | 634/XXXII/01 24 maja 2001 r.                | Grupa drzew, 3 okazy, w dobrym stanie zdrowotnym – drzewa spełniają ogólne wymogi stawiane tego typu pomnikom przyrody ożywionej | 408 415 421                      | 28           | Park Schöna ( Ostra Górka ); Bulwar Czarnej Przemszy; Sosnowiec – działka: 3817 50°16′17″N 19°08′19″E/50,271389 19,138611                                                                                  | Skarb Państwa – wd RZGW w Gliwicach – B, Bz, Wp                                      |                                                         |
| 39 | Topola późna (Populus x canadensis "Serotina")          | 24 maja 2001      | 634/XXXII/01 24 maja 2001 r.                | drzewo spełnia ogólne wymogi stawiane tego typu pomnikom przyrody ożywionej, pojedyncze drzewo, w dobrym stanie zdrowotnym, pomimo widocznych śladów redukcji korony nie straciło walorów estetycznych i zasługuje na objęcie ochroną | 496                              | 21           | Parking przy ul. Piłsudskiego w pobliżu III Liceum Ogólnokształcącego im. B. Prusa działka: 984 50°16′54″N 19°06′25″E/50,281667 19,106944                                                                  | prywatna – B                                                                         |                                                         |
| 40 | Platan klonolistny (Platanus x hispanica)               | 24 maja 2001      | 634/XXXII/01 24 maja 2001 r.                | drzewo spełnia ogólne wymogi stawiane tego typu pomnikom przyrody ożywionej, pojedyncze drzewo, pomimo znacznego wypróchnienia pnia ogólny stan zdrowotny drzewa jest zadowalający, wybitne walory dekoracyjne wzbogacają w istotny sposób lokalny, zurbanizowany krajobraz | 331                              | 21           | Skwer im. Jana Antoniego Strzeleckiego; W pobliżu IV Liceum Ogólnokształcącego im S.Staszica; Pogoń; ul. Grota Roweckiego; działka: 7245 50°17′06″N 19°07′48″E/50,285000 19,130000                         | Gmina Sosnowiec – B                                                                  |                                                         |
| 41 | Dąb szypułkowy (Quercus robur)                          | 24 maja 2001      | 634/XXXII/01 24 maja 2001 r.                | drzewo spełnia ogólne wymogi stawiane tego typu pomnikom przyrody ożywionej, grupa drzew – 3 okazy Quercus robur i 1 okaz Tilia cordata, w dobrym stanie zdrowotnym, wraz z sąsiadującymi okazami stanowi unikalny na terenach miejskich fragment starodrzewia | 339                              | 25           | ul. Wąska; Ostrowy Górnicze – działka: 2/21 50°17′31″N 19°15′39″E/50,291944 19,260833 | Skarb Państwa uw KWK "Kazimierz Juliusz" – B, Bz                                     |                                                         |
| 42 | Dąb szypułkowy (Quercus robur)                          | 24 maja 2001      | 634/XXXII/01 24 maja 2001 r.                | drzewo spełnia ogólne wymogi stawiane tego typu pomnikom przyrody ożywionej, grupa drzew – 3 okazy Quercus robur i 1 okaz Tilia cordata, w dobrym stanie zdrowotnym, wraz z sąsiadującymi okazami stanowi unikalny na terenach miejskich fragment starodrzewia | 272                              | 26           | Zespół urbanistyczno-przyrodniczy w Ostrowach Górniczych ul. K. I. Gałczyńskiego; Ostrowy Górnicze – działka: 2/21 50°17′33″N 19°16′10″E/50,292500 19,269444                                               | Skarb Państwa uw KWK "Kazimierz Juliusz" – B, Bz                                     |                                                         |
| 43 | Dąb szypułkowy (Quercus robur)                          | 24 maja 2001      | 634/XXXII/01 24 maja 2001 r.                | drzewo spełnia ogólne wymogi stawiane tego typu pomnikom przyrody ożywionej, pojedyncze drzewo, w dobrym stanie zdrowotnym, wyraźnie wzbogaca lokalny krajobraz | 300                              | 24           | Zespół urbanistyczno-przyrodniczy w Ostrowach Górniczych ul. K.I. Gałczyńskiego; Ostrowy Górnicze – działka: 2/21 50°17′39″N 19°16′14″E/50,294167 19,270556                                                | Skarb Państwa uw KWK "Kazimierz Juliusz" – B                                         |                                                         |
| 44 | Jesion wyniosły (Fraxinus excelsior)                    | 24 maja 2001      | 634/XXXII/01 24 maja 2001 r.                | drzewo spełnia wymogi stawiane obiektom o charakterze pomników przyrody ożywionej, pojedyncze drzewo, w dobrym stanie zdrowotnym, wyraźnie wzbogaca lokalny krajobraz | 311                              | 25           | Zespół urbanistyczno-przyrodniczy w Ostrowach Górniczych ul. K.I. Gałczyńskiego; Ostrowy Górnicze – działka: 2/21 50°17′39″N 19°16′13″E/50,294167 19,270278                                                | Skarb Państwa uw KWK "Kazimierz Juliusz" – B                                         |                                                         |
| 45 | Lipa szerokolistna (Tillia platyphyllos)                | 24 maja 2001      | 634/XXXII/01 24 maja 2001 r.                | drzewo spełnia ogólne wymogi stawiane tego typu pomnikom przyrody ożywionej, pojedyncze drzewo, w dobrym stanie zdrowotnym, wyraźnie wzbogaca lokalny krajobraz | 290                              | 19           | Zespół urbanistyczno-przyrodniczy w Ostrowach Górniczych ul. K.I. Gałczyńskiego; Ostrowy Górnicze – działka: 2/21 50°17′40″N 19°16′11″E/50,294444 19,269722                                                | Skarb Państwa uw KWK "Kazimierz Juliusz" – B                                         |                                                         |
| 46 | Dąb szypułkowy (Quercus robur)                          | 24 maja 2001      | 634/XXXII/01 24 maja 2001 r.                | drzewo spełnia ogólne wymogi stawiane tego typu pomnikom przyrody ożywionej, pojedyncze drzewo, w dobrym stanie zdrowotnym, wyraźnie wzbogaca lokalny krajobraz | 360                              | 20           | Zespół urbanistyczno-przyrodniczy w Ostrowach Górniczych ul. K.I. Gałczyńskiego; Ostrowy Górnicze – działka: 2/21 50°17′42″N 19°16′15″E/50,295000 19,270833                                                | Skarb Państwa uw KWK "Kazimierz Juliusz" – B                                         |                                                         |
| 47 | Buk zwyczajny (Fagus sylvatica "Pendula"                | 24 maja 2001      | 634/XXXII/01 24 maja 2001 r.                | drzewo spełnia ogólne wymogi stawiane tego typu pomnikom przyrody ożywionej, grupa drzew – 2 okazy, w dobrym stanie zdrowotnym, pomimo pewnego niedomiaru, wybitne walory dekoracyjne (odmiana zwisła, niezbyt często spotykana) przemawiają za objęciem drzewa ochroną | 174                              | 14           | Cmentarz Ewangelicki; Pogoń; ul. Smutna – działka: 6706 50°17′13″N 19°07′15″E/50,286944 19,120833 | Parafia Ewangelicko-Augsburska – B, Bi                                               |                                                         |
| 48 | Buk zwyczajny (Fagus sylvatica "Pendula"                | 24 maja 2001      | 634/XXXII/01 24 maja 2001 r.                | drzewo spełnia ogólne wymogi stawiane tego typu pomnikom przyrody ożywionej, grupa drzew – 2 okazy, w dobrym stanie zdrowotnym, pomimo pewnego niedomiaru, wybitne walory dekoracyjne (odmiana zwisła, niezbyt często spotykana) przemawiają za objęciem drzewa ochroną | 186                              | 13           | Cmentarz Ewangelicki; W pobliżu Mauzoleum Dietla; Pogoń; ul. Smutna – działka: 6706 50°17′14″N 19°07′14″E/50,287222 19,120556                                                                              | Parafia Ewangelicko-Augsburska – B, Bi                                               |                                                         |
| 49 | Surmia zwyczajna (Catalpa bignonioides)                 | 24 maja 2001      | 634/XXXII/01 24 maja 2001 r.                | drzewo spełnia ogólne wymogi stawiane tego typu pomnikom przyrody ożywionej, pojedyncze drzewo, w dobrym stanie zdrowotnym, stanowi jeden z ciekawszych elemenwtów drzewostanu parku, obficie kwitnie i owocuje, co podnosi jego walory dekoracyjne | 142                              | 12           | Park Sielecki – nowa część, po wschodniej stronie mostu nad Czarną Przemszą, prowadzącego ze starej części do głównego placu nowej części; Sielec – działka: 397 50°16′58″N 19°08′24″E/50,282778 19,140000 | Skarb Państwa – Zarząd Zieleni Miejskiej – Bz                                        |                                                         |
| 50 | Topola późna (Populus x canadensis "Serotina")          | 24 maja 2001      | 634/XXXII/01 24 maja 2001 r.                | drzewo spełnia ogólne wymogi stawiane tego typu pomnikom przyrody ożywionej, pojedyncze drzewo, dobry stan zdrowotny, stanowi jeden z okazalszych elementów drzewostanu parku | 474                              | 34           | Park Sielecki; Sielec – działka: 377 50°16′56″N 19°08′25″E/50,282222 19,140278 | Gmina Sosnowiec – Bi, Bz                                                             |                                                         |
| 51 | Topola późna (Populus x canadensis "Serotina")          | 24 maja 2001      | 634/XXXII/01 24 maja 2001 r.                | drzewo spełnia ogólne wymogi stawiane tego typu pomnikom przyrody ożywionej, pojedyncze drzewo, dobry stan zdrowotny | 423                              | 32           | Park Sielecki; Sielec – działka: 377 50°16′57″N 19°08′26″E/50,282500 19,140556 | Gmina Sosnowiec – Bi, Bz                                                             |                                                         |
| 52 | Topola późna (Populus x canadensis "Serotina")          | 24 maja 2001      | 634/XXXII/01 24 maja 2001 r.                | drzewo spełnia ogólne wymogi stawiane tego typu pomnikom przyrody ożywionej, pojedyncze drzewo, dobry stan zdrowotny | 497                              | 33           | Park Sielecki; Sielec – działka: 377 50°17′02″N 19°08′28″E/50,283889 19,141111 | Gmina Sosnowiec – Bi, Bz                                                             |                                                         |
| 53 | Topola późna (Populus x canadensis "Serotina")          | 24 maja 2001      | 634/XXXII/01 24 maja 2001 r.                | drzewo spełnia ogólne wymogi stawiane tego typu pomnikom przyrody ożywionej, pojedyncze drzewo, dobry stan zdrowotny | 392                              | 32           | Park Sielecki; Sielec – działka: 377 50°17′02″N 19°08′28″E/50,283889 19,141111 | Gmina Sosnowiec – Bi, Bz                                                             |                                                         |
| 54 | Topola późna (Populus x canadensis "Serotina")          | 24 maja 2001      | 634/XXXII/01 24 maja 2001 r.                | drzewo spełnia ogólne wymogi stawiane tego typu pomnikom przyrody ożywionej, pojedyncze drzewo, dobry stan zdrowotny, stanowi jeden z okazalszych elementów drzewostanu parku | 546                              | 28           | Park Sielecki; Sielec – działka: 377 50°16′59″N 19°08′32″E/50,283056 19,142222 | Gmina Sosnowiec – Bi, Bz                                                             |                                                         |
| 55 | Wiąz szypułkowy (Ulmus laevis Pall.),                   | 24 maja 2001      | 634/XXXII/01 24 maja 2001 r.                | drzewo spełnia ogólne wymogi stawiane tego typu pomnikom przyrody ożywionej, pojedyncze drzewo, w dobrym stanie zdrowotnym, w związku z obserwowanym na szeroką skalę zamieranie wiązów (holenderska choroba wiązów) opisywany okaz należy do cenniejszych w dendroflorze parku | 306                              | 25           | Park Sielecki; stara część parku, przy ogrodzie jordanowskim i placu zabaw; Sielec – działka: 377/2 50°16′57″N 19°08′31″E/50,282500 19,141944                                                              | Gmina Sosnowiec – Bi, Bz                                                             |                                                         |
| 56 | Klon srebrzysty (Acer saccharinum L.)                   | 24 maja 2001      | 634/XXXII/01 24 maja 2001 r.                | drzewo spełnia ogólne wymogi stawiane tego typu pomnikom przyrody ozywionej, pojedyncze drzewo, w dobrym stanie zdrowotnym | 240                              | 25           | Park Sielecki; stara część parku, przy zachodnim ogrodzeniu lodowiska odkrytego; Sielec – działka: 377 50°17′03″N 19°08′35″E/50,284167 19,143056                                                           | Gmina Sosnowiec – Bi, Bz                                                             |                                                         |
| 57 | Wiąz szypułkowy (Ulmus laevis Pall.),                   | 24 maja 2001      | 634/XXXII/01 24 maja 2001 r.                | drzewo spełnia ogólne wymogi stawiane tego typu pomnikom przyrody ożywionej, pojedyncze drzewo, w dobrym stanie zdrowotnym, w związku z obserwowanym na szeroką skalę zamieranie wiązów (holenderska choroba wiązów) opisywany okaz należy do cenniejszych w dendroflorze parku | 267                              | 26           | Park Sielecki, stara część parku, bezpośrednio przy ul. Zamkowej; w sąsiedztwie przedszkola; Sielec – działka: 377/2 50°16′56″N 19°08′37″E/50,282222 19,143611                                             | Gmina Sosnowiec – Bi, Bz                                                             |                                                         |
| 58 | Dąb szypułkowy (Quercus robur)                          | 24 maja 2001      | 634/XXXII/01 24 maja 2001 r.                | drzewo spełnia ogólne wymogi stawiane tego typu pomnikom przyrody ożywionej, pojedyncze drzewo, w dobrym stanie zdrowotnym | 357                              | 24           | Park Sielecki; stara część parku, południowo-wschodni skraj lodowiska; skarpa w pobliżu ulicy Zamkowej; Sielec – działka: 377 50°17′01″N 19°08′39″E/50,283611 19,144167                                    | Gmina Sosnowiec – Bi, Bz                                                             |                                                         |
| 59 | Klon zwyczajny (Acer platanoides)                       | 24 maja 2001      | 634/XXXII/01 24 maja 2001 r.                | |                                  | 24           | Park Mieroszewskich; Przy Dworku Mieroszewskich; Zagórze; ul. Szpitalna – działka: 1288/1 |                                                                                      |                                                         |
| 60 | Dąb szypułkowy (Quercus robur)                          | 24 maja 2001      | 634/XXXII/01 24 maja 2001 r.                | jeden z najokazalszych w mieście okazów tego gatunku |                                  | 21           | Park Mieroszewskich; Przy Szpitalu Miejskim; Zagórze; róg ul. Szpitalnej i ul. Dworskiej – działka: 1288/4                                                                                                 |                                                                                      |                                                         |
| 61 | Jesion wyniosły (Fraxinus excelsior)                    | 24 maja 2001      | 634/XXXII/01 24 maja 2001 r.                | |                                  | 27           | Park Mieroszewskich ( wschodnia część ); Zagórze; ul. Braci Mieroszewskich – działka: 1288/4 |                                                                                      |                                                         |
| 62 | Klon jawor (Acer pseudoplatanus)                        | 24 maja 2001      | 634/XXXII/01 24 maja 2001 r.                | drzewo spełnia ogólne wymogi stawiane pomnikom przyrody ożywionej, pojedyncze drzewo, w dobrym stanie zdrowotnym |                                  | 24           | Park Mieroszewskich (wschodnia część); Zagórze; ul. Braci Mieroszewskich – działka: 1288/4 |                                                                                      |                                                         |
| 63 | Dąb szypułkowy (Quercus robur)                          | 30 marca 2006     | 892/L/06 30 marca 2006 r.                   | drzewo spełnia ogólne wymogi stawiane tego typu pomnikom przyrody ożywionej, grupa drzew – 2 okazy Tilia cordata i 1 okaz Quercus robur, posiada rozmiary drzew pomnikowych i naturalny pokrój, w dobrym stanie zdrowotnym i bez zabiegów konserwatorskich może być ozdobą przyrody miasta, rośnie w grupie starodrzewu (lipy, jesiony, dęby, graby) w zurbanizowanej części Ostrów Górniczych i stanowi ciekawy element krajobrazu tej dzielnicy | 315                              | 19           | ul. Starzyńskiego; Ostrowy Górnicze – działka: 231/4 50°17′25″N 19°15′46″E/50,290278 19,262778 | Skarb Państwa uw KWK "Kazimierz Juliusz" – Ls, R, S                                  |                                                         |
| 64 | Jesion wyniosły (Fraxinus excelsior)                    | 30 marca 2006     | 892/L/06 30 marca 2006 r.                   | drzewo spełnia wymogi stawiane obiektom o charakterze pomników przyrody ożywionej, posiada rozmiary drzew pomnikowych i naturalny pokrój, w dobrym stanie zdrowotnym i bez zabiegów konserwatorkich może być ozdobą przyrody miasta | 300                              | 18           | odnoga ul. Gacka w pobliżu Rowu Mortimerowskiego; Ostrowy Górnicze – działka: 2352 50°16′51″N 19°12′20″E/50,280833 19,205556                                                                               | Skarb Państwa – Urząd Miejski w Sosnowcu – B, N                                      |                                                         |
| 65 | Wiąz szypułkowy (Ulmus laevis)                          | 21 listopada 2020 | 594/XXXII/2020 29 października 2020 r.      | | 298                              |              | ul. Kopalniana, działka 1180, obręb 12, N: 50 14’ 58,9" E: 19 09’ 57,1" |                                                                                      |                                                         |
| 66 | Sosna rumelijska (Pinus peuce)                          | 18 lutego 2022    | 879/LIII/2022 27 stycznia 2022 r.           | Drzewo jest endemitem bałkańskiej flory | 154                              | 18           | Park Dietla, działka 6885/11, obręb 9 | Gmina Sosnowiec w trwałym zarządzie Miejskiego Ośrodka Sportu i Rekreacji w Sosnowcu |                                                         |
| 67 | Kasztanowiec zwyczajny (Aesculus hippocastanum)         | 18 lutego 2022    | 889/LIII/2022 27 stycznia 2022 r.           | | 311                              | 20           | Zbieg ulicy Dworcowej i Ogrodowej, działka 1493/7, obręb Kazimierz | Skarb Państwa w użytkowaniu wieczystym Gminy Sosnowiec                               |                                                         |

## Galeria

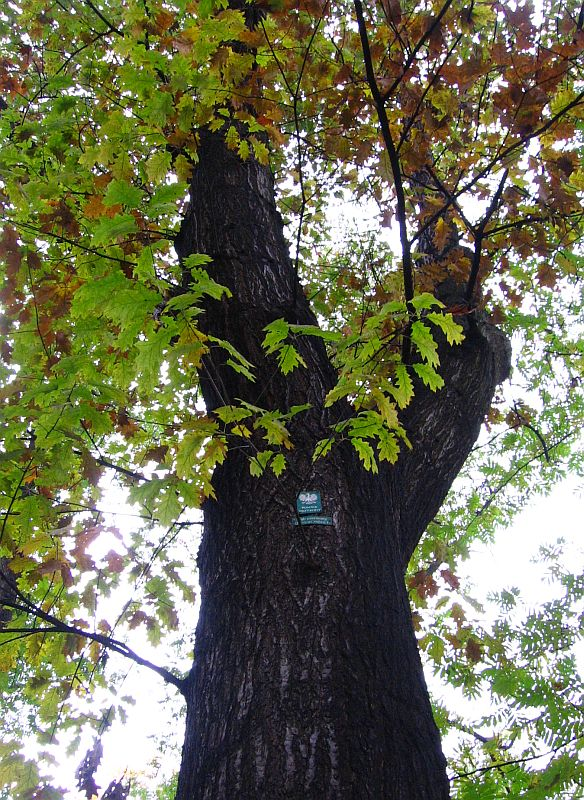
Dąb czerwony
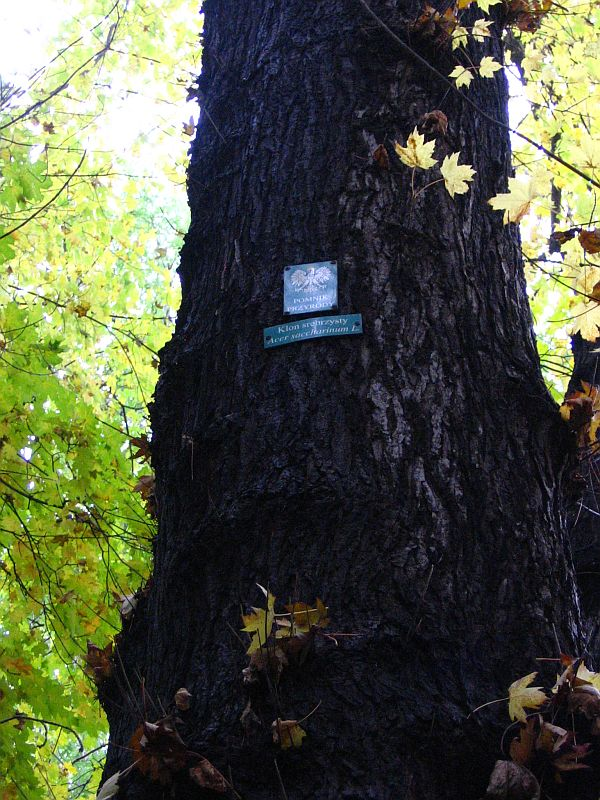
Klon srebrzysty
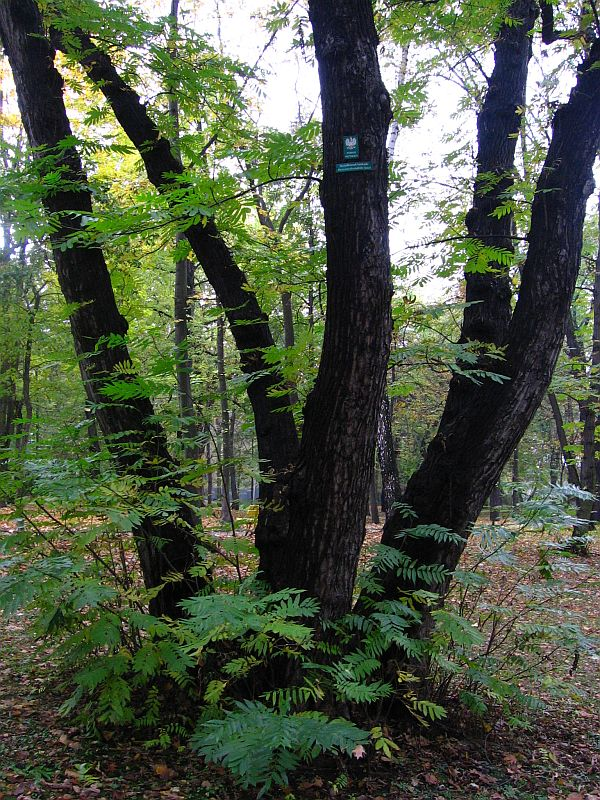
Skrzydłorzech kaukaski
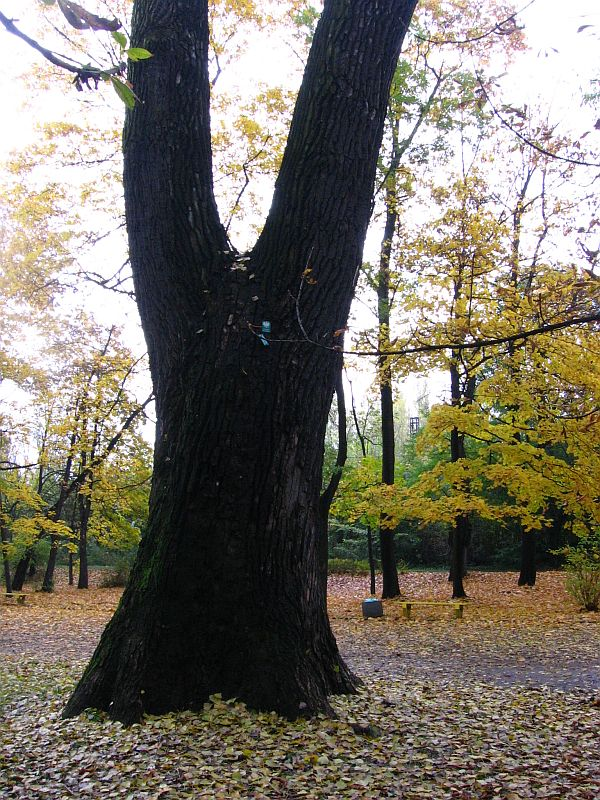
Topola czarna
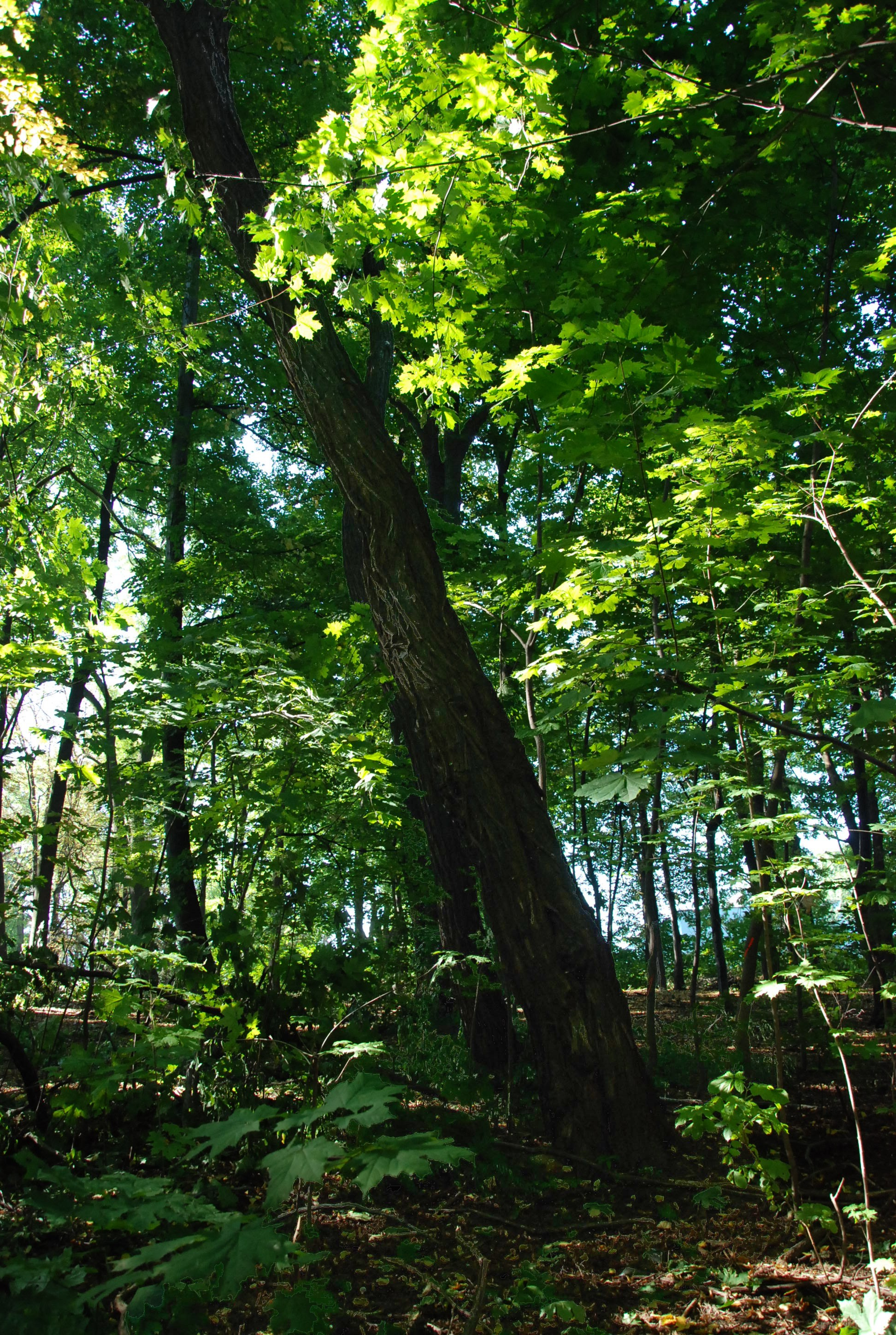
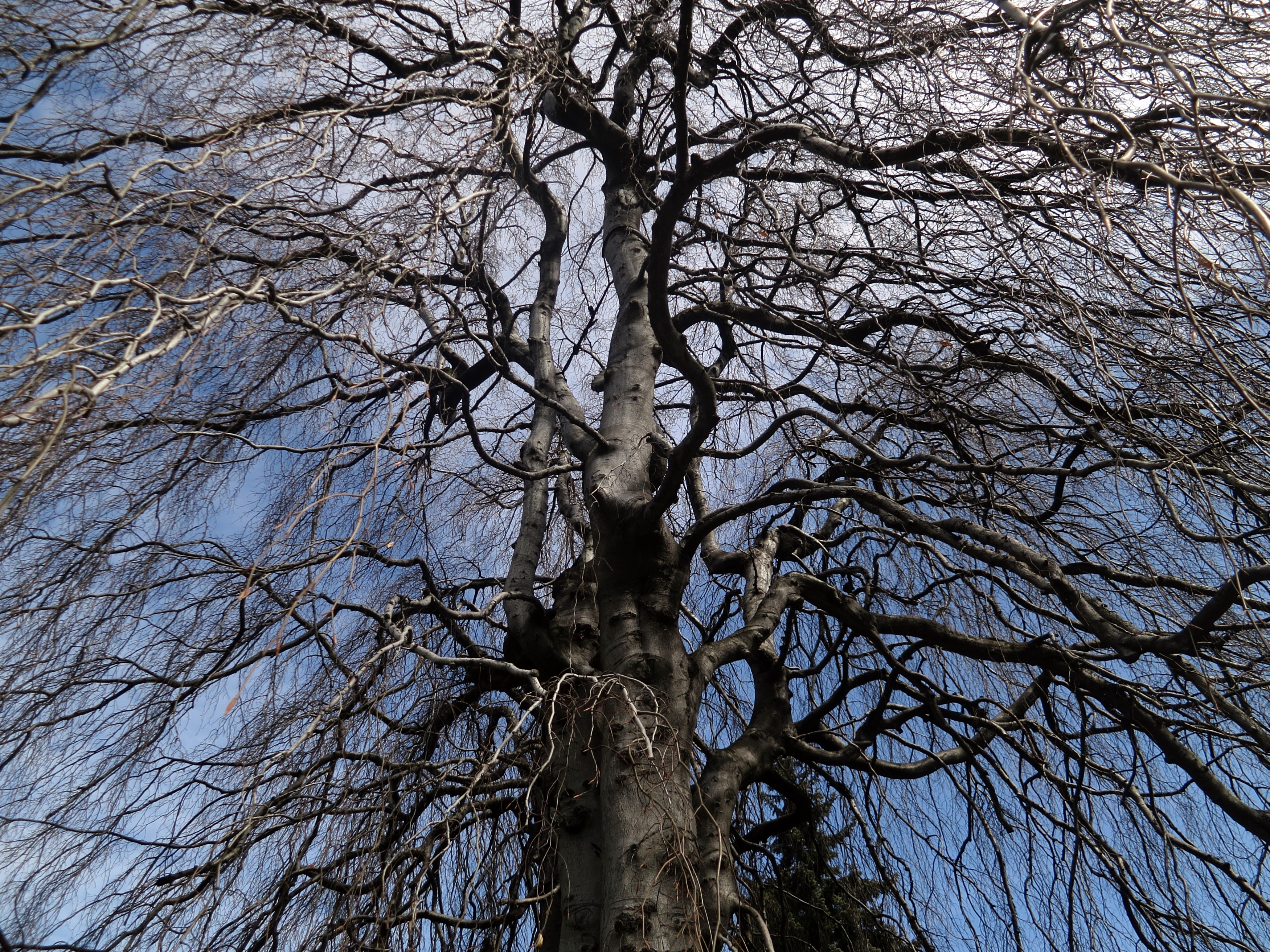